# Mengregel
Een mengregel stelt dat bij het mengen van verschillende soorten poeders van verschillend soortelijk gewicht en verschillende hoeveelheden, eerst de lichtste poeders moeten gemengd worden.
Dan wordt het poeder dat in de kleinste hoeveelheid aanwezig is in een mortier gebracht; daar wordt een gelijke hoeveelheid poeder bijgedaan van een andere soort, die in een grotere hoeveelheid voorgeschreven werd.
Die gelijke hoeveelheden worden goed gemengd en dan pas wordt telkens evenveel poeder bijgedaan als er reeds aanwezig was in de mortier;
tussen iedere bewerking wordt goed gemengd en deze stappen worden herhaald tot alle poeders in de mortier gebracht zijn en gemengd zijn.